# Lírio-do-brejo
O lírio-do-brejo (Hedychium coronarium) é uma planta perene nativa da Ásia Tropical, possui uma folhagem verde brilhante muito ornamental.Esta planta palustre é muito vistosa, suas flores são brancas, grandes, muito perfumadas e se formam o ano todo.
Seu crescimento é muito rápido e pode ser cultivada em grupos para melhor valorização de seu efeito paisagístico.
Aprecia solos ricos em matéria orgânica e brejosos, isto é, permanentemente molhados, sem no entanto ficar abaixo da água. Seu porte varia entre 1,5-2,0 metros de altura. Deve ser cultivada à sombra. Apresenta potencial invasivo. Multiplica-se por divisão das touceiras, tomando o cuidado de deixar uma boa parte de rizoma e folhas em cada muda.
Sua flor é perfumada com cheiro parecido com outras espécies de jasmim.
Nomes Populares: gengibre-branco, lírio-do-brejo, lágrima-de-moça, lírio-branco, borboleta, lágrima-de-vênus, jasmin-borboleta.
Existe também a variedade Hedychium coronarium 'Roseum' que apresenta as mesmas características da espécie Hedychium coronarium. Esta difere apenas na cor das flores, que são mais rosadas.

## Invasão

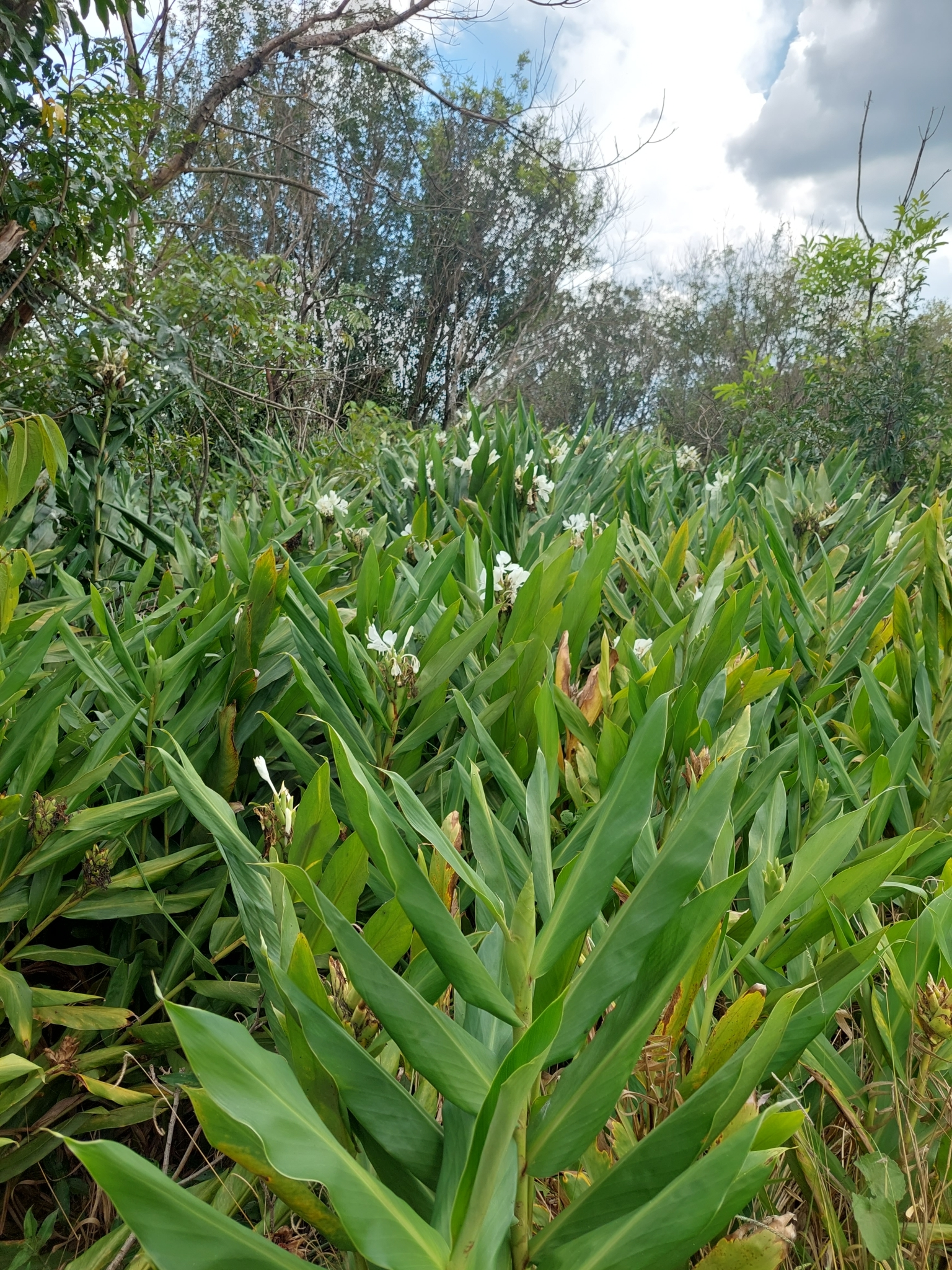
A espécie pode formar comunidades densas, como essa em São Paulo, Brasil

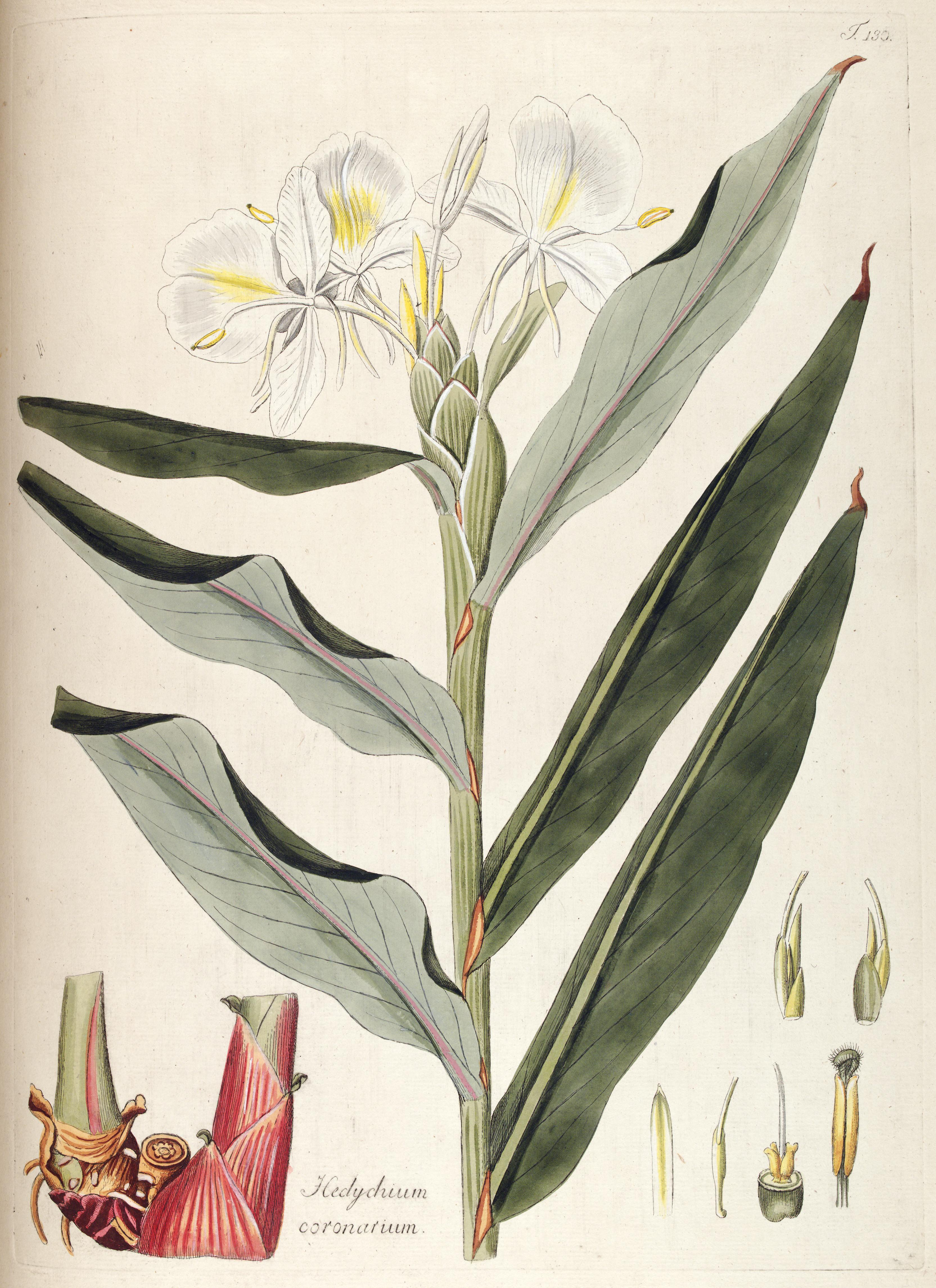
T. 130 Fragmenta botanica, figuris coloratis illustrata.

Por seu potencial de crescimento e ocupacão do espaço, quando exótica atua como invasora, adotando diversas estratégias para obter vantagem competitiva e expulsando espécies nativas ao seu redor, o que, em muitos casos, pode resultar em perda da biodiversidade local.  Um dos fatores que ampliam seu potencial invasivo é a resistência de seus rizomas em uma grande gama de condições abióticas (como temperatura e umidade) .
A planta é invasiva em  zonas ripárias da América do Sul,  alterando, por exemplo, populações de insetos em certas zonas de cerrado no estado brasileiro de São Paulo.